# Hamsat Bek
Hamsat Bek (geboren 1789; gestorben 1834; russisch Гамзат-бек) war der Nachfolger Gasi Mullas (Ghazi Muhammad), des Begründers des dagestanischen Imamats, und zweiter Imam der Tschetschnja und Dagestans. Er versuchte die Awaren zu unterwerfen, um deren friedliche Beziehungen zu den Russen zu unterbinden und sie in den sogenannten Heiligen Krieg einzubeziehen. Er wurde von Anhängern des Awaren-Khans erschlagen, sein Nachfolger wurde Schamil (1834–59).
Die Gesamtsituation wurde von der Autorin Barbara Kerneck mit folgenden Worten zusammengefasst: 

„„Hamsat-Bek“ […] So hieß im 19. Jahrhundert ein Imam von Tschetschenien und Dagestan, der den Machtkampf im Kaukasus weniger im direkten Kampf gegen die zaristischen Truppen austrug, sondern geschickt die einzelnen dagestanischen Völkerschaften gegeneinander aufhetzte. Zuletzt schlossen sich seinem Aufstand gegen die Russen auch die südlichen Regionen Georgiens und Aserbeidschans an.“